# Dalekovidost
Dalekovidnost (hiperopija ili hipermetropija) predstavlja poremećaj lomljenja zraka u oku, u kojem kad je akomodacija opuštena paralelno usmereno svetlo proizvodi sliku iza mrežnjače, umesto na mrežnjači kao što je to kod normalnog oka. To se najčešće dešava ako je očna jabučica prekratka, što uzrokuje poteškoće s naglaskom na bližim predmetima, te u ekstremnim slučajevima uzrokuje nemogućnost usredsređivanja na predmete na bilo kojoj udaljenosti. Kako se predmet približava oku, oko mora povećati svoju optičku moć kako bi sliku zadržalo u fokusu na mrežnjači. Kod dalekovidne osobe moć rožnjače i sočiva nije dovoljna, te se slika pojavljuje zamagljena.
Dalekovidnost se često poistovjećuje sa staračkom dalekovidnošću (prezbiopijom), koju  oftalmolozi i optometristi takođe najčešće ispravljaju nošenjem konveksnih sočiva kao što su naočare ili kontaktna sočiva, a može se ispraviti i putem laserske hirurgije, kao što je LASIK. Konveksna sočiva imaju pozitivnu optičku jačinu (konveksne su, „plus“), što kompenzira negativnu dioptriju dalekovidnog oka.

## Klasifikacija
Hiperopija se obično klasifikuje prema kliničkom izgledu, njenoj ozbiljnosti, ili kako se odnosi na status akomodacije oka.

### Klasifikacija prema kliničkom izgledu
1. Jednostavna
2. Patološka
3. Funkcionalna

## Uzroci
Dalekovidnost mogu uzrokovati sinusne infekcije, povrede, migrene ili geni.

## Spoljašnje veze
- Vid

|  | Molimo Vas, obratite pažnju na važno upozorenje u vezi sa temama iz oblasti medicine (zdravlja). |